# Van Bagaden

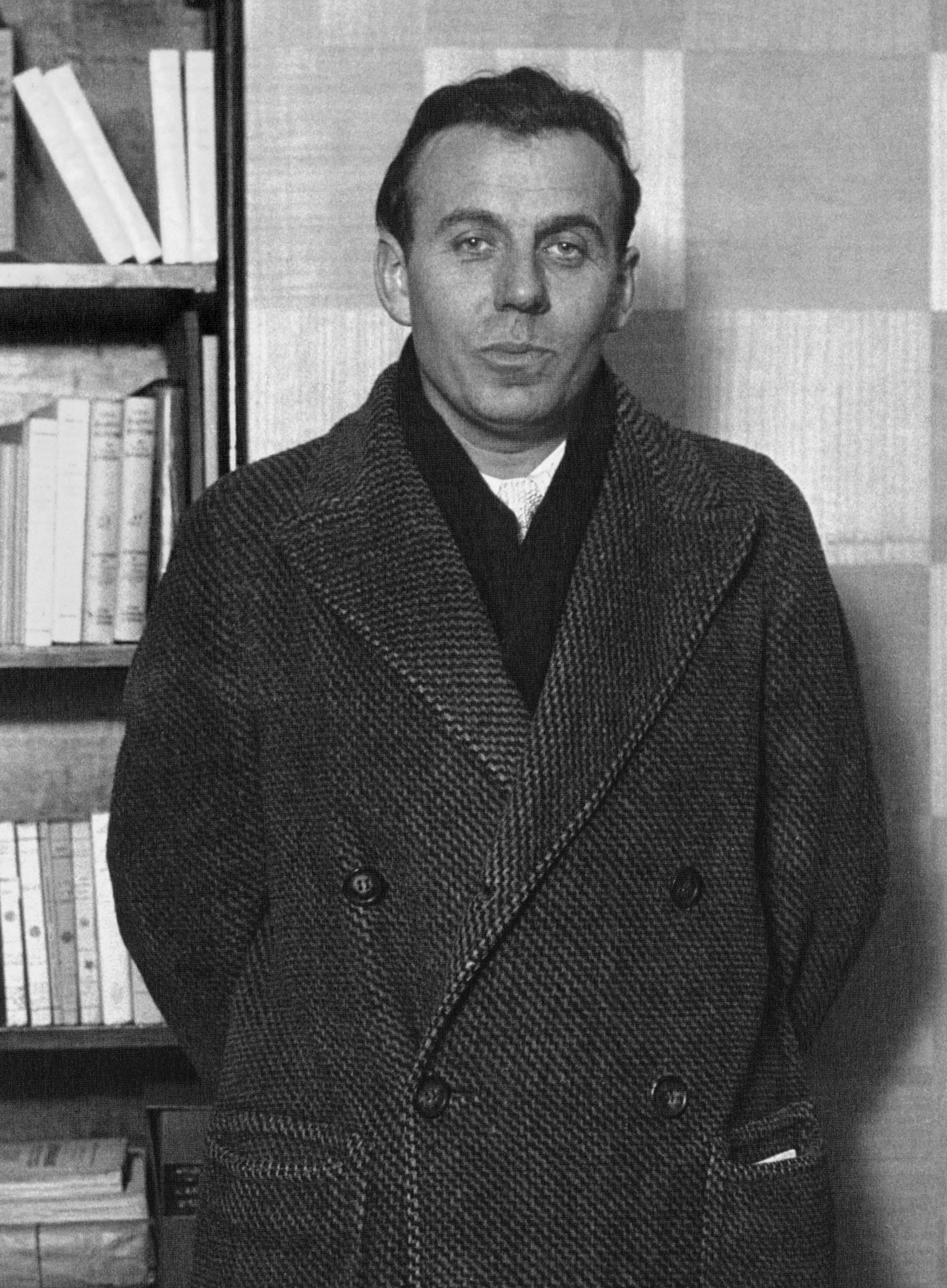
Louis-Ferdinand Céline en 1932.

Van Bagaden est un ballet de Louis-Ferdinand Céline présenté dans Bagatelles pour un massacre (1937). Il est réédité en 1959 dans Ballets sans musique, sans personne, sans rien.

## Description

### Le décor
L'histoire se déroule en 1830 dans un hangar près du port d'Anvers,. 

### Les personnages
Van Bagaden, un riche armateur, Mitje, une parfumeuse, Peter, le commis, les dockers et un capitaine

### L'histoire
Dans un hangar, des dockers s'affairent autour de marchandises précieuses. Ils sont surveillés par Van Bagaden, l'armateur. Fatigués, les hommes pensent davantage à se distraire qu'à travailler tandis que Peter, le commis, est retenu à son tabouret par une solide ferrure. Un capitaine vient soudainement annoncer l'arrivée d'un chargement important de perles et de bijoux. Peter est chargé d'aller récupérer la précieuse marchandise. 
Au même moment, une fanfare passe sur le port et entraîne les marins qui se mettent à danser. Van Bagaden ne parvient pas à rétablir l'ordre et demande à Peter de rappeler ses collègues au travail. Celui-ci demeure néanmoins totalement impuissant face à l'euphorie des dockers. 

## Sources et références
1. ↑  « Bagatelles pour un Massacre - Louis-Ferdinand Céline - Babelio », sur www.babelio.com (consulté le 18 avril 2018)
2. ↑  « Van Bagaden », sur louisferdinandceline.free.fr (consulté le 18 avril 2018)
3. ↑  Louis-Ferdinand Céline, Ballets sans musique, sans personne, sans rien/Secrets dans l'Ile/Progrès, Editions Gallimard, 16 juin 2014, 238 p. (ISBN 978-2-07-226966-0, lire en ligne)